# 크루셰보시

크루셰보 시의 위치

크루셰보시(마케도니아어: Општина Крушево)는 마케도니아 공화국 중부에 위치한 지방 자치체로 행정 중심지는 크루셰보이며 면적은 190.68km2, 인구는 9,684명(2002년 기준)이다. 북서쪽으로는 플라스니차 시, 북쪽으로는 마케돈스키브로드 시, 동쪽으로는 돌네니 시와 크리보가슈타니 시, 남쪽으로는 모길라 시, 서쪽으로는 데미르히사르 시, 키체보 시와 접한다.